# Cleveland (Mississipi)
Cleveland és una població dels Estats Units a l'estat de Mississipi. El cens del 2007 estimava que tenia 12.447 habitants.

## Demografia
Segons el cens del 2000, Cleveland tenia 13.841 habitants, 4.718 habitatges, i 3.132 famílies. La densitat de població era de 731,1 habitants per km².
Dels 4.718 habitatges en un 31,5% hi vivien nens de menys de 18 anys, en un 41,9% hi vivien parelles casades, en un 21,2% dones solteres, i en un 33,6% no eren unitats familiars. En el 27,7% dels habitatges hi vivien persones soles el 10,5% de les quals corresponia a persones de 65 anys o més que vivien soles. El nombre mitjà de persones vivint en cada habitatge era de 2,6 i el nombre mitjà de persones que vivien en cada família era de 3,21.
Per edats la població es repartia de la següent manera: un 24,2% tenia menys de 18 anys, un 20,2% entre 18 i 24, un 24,4% entre 25 i 44, un 19,7% de 45 a 60 i un 11,5% 65 anys o més.
L'edat mediana era de 29 anys. Per cada 100 dones de 18 o més anys hi havia 77,3 homes.
La renda mediana per habitatge era de 29.466$ i la renda mediana per família de 40.242$. Els homes tenien una renda mediana de 32.979$ mentre que les dones 23.643$. La renda per capita de la població era de 14.585$. Entorn del 18,1% de les famílies i el 25,5% de la població estaven per davall del llindar de pobresa.

## Poblacions properes
El següent diagrama mostra les poblacions més properes.